# Tổ chức Nhà nước Việt Nam
Quốc gia Việt Nam là danh từ chỉ lãnh thổ Việt Nam với tư cách một nhà nước độc lập.
Nhà nước là tổ chức cao nhất quản lý quốc gia Việt Nam. Ở Việt Nam, quốc gia còn đồng nghĩa với đất nước vì đối với cư dân nông nghiệp thì không có gì quan trọng hơn đất và nước, đất nước còn được gọi vắn tắt hơn là nước. Chính vì thế danh từ làng nước thường đi đôi với nhau, làng quan trọng nhất rồi đến nước. Danh từ nhà nước được du nhập sau khi chịu ảnh hưởng của văn hóa Trung Quốc, ở đó gia đình (nhà) quan trọng hơn gia tộc (làng) nên làng nước được thay thế bằng nhà nước.

## Tổ chức chính quyền của nhà nước Việt Nam
Vì phần lớn dân cư sống ở vùng nông thôn nên tổ chức từ nhà nước đến nông thôn là quan trọng.

### Tổ chức chính quyền của nhà nước Văn Lang
Người đứng đầu nhà nước Văn Lang là Vua Hùng, kinh đô ở Phong Châu (Phú Thọ). Dưới vua có các Lạc hầu, Lạc hầu có thể thay mặt vua giải quyết các vấn đề trong nước. Dưới Lạc Hầu có các Lạc tướng đứng đầu các bộ (chuyển hóa từ bộ lạc). Dưới bộ là các làng (còn gọi là chiềng, chạ) truyền thống, một thứ công xã nông thôn do già làng đứng đầu. Các già làng còn có tên gọi khác là bồ chính

### Tổ chức chính quyền của nhà nước Vạn Xuân
Lý Bí sau khi tiêu diệt quân nhà Lương năm 554, dựng nước Vạn Xuân, lấy hiệu là Lý Nam Đế, kinh đô ở miền cửa sông Tô Lịch (Hà Nội). Đứng đầu nhà nước là vua, dưới vua có hai ban văn võ. Người đứng đầu ban văn lúc đó là Tinh Thiều, người đứng đầu ban võ là Phạm Tu. Nước Vạn Xuân chỉ tồn tại được một thời gian ngắn, nên cách tổ chức chi tiết không được ghi chép đầy đủ.

### Tổ chức chính quyền của nhà nước Đại Việt
Sau khi dời đô về Thăng Long và đặt tên nước là Đại Việt, Lý Thái Tổ (Lý Công Uẩn), ông vua đầu tiên của nhà Lý đã tổ chức triều đình theo một cách mà Lê Quý Đôn gọi là "mẫu mực cho đời sau". Đứng đầu triều đình là nhà vua, dưới vua có nhóm cận thần gồm có Tam thái (Thái sư, Thái phó, Thái bảo) và Tam thiếu (Thiếu sư, Thiếu phó, Thiếu bảo) chuyên lo về việc văn; các chức Thái úy (sau gọi là Tể tướng) và Thiếu úy (chỉ huy cấm binh) chuyên lo về việc võ. Dưới các nhóm cận thần đó là hai ban văn võ với đầy đủ các chức vụ cụ thể.
Các đời sau, quan chế chủ yếu dựa vào nhà Lý nhưng có sửa đổi chút ít. Nhà Trần đặt thêm chức Tam tư (Tư đồ, Tư mã, Tư thông). Đến đời Lê Nghi Dân (1459) các ban văn võ được tổ chức theo Trung Hoa thành Lục bộ: Bộ Lại (khen thưởng), Bộ Lễ (thi cử), Bộ Hộ (kinh tế), Bộ Binh (quân sự), Bộ Hình (pháp luật), Bộ Công (xây dựng). Đứng đầu mỗi bộ là quan Thượng thư. Ngoài ra còn một số cơ quan chuyên trách như Hàn lâm viện lo biên soạn văn thư; Quốc tử giám lo dạy dỗ đào tạo con em giới cầm quyền; Khâm thiên giám coi thiên văn, lịch pháp; Thái y viện lo việc thuốc men; Cơ mật viện tư vấn cho vua về các việc hệ trọng.

### Tổ chức Chính quyền của Nhà nước Việt Nam
Dưới đây là Sơ đồ tổ chức Nhà nước trong hệ thống chính trị Việt Nam

## Chức năng của nhà nước
- Để quản lý đất nước theo đơn vị hành chính, các vị vua muốn đất đai của mình được bảo toàn và không bị các nước khác xâm lược.
- Để duy trì trật tự xã hội, nhà nước tiến hành xây dựng bộ máy chính quyền, quân đội và luật pháp.
- Pháp luật ra đời sớm, thể hiện trong xã hội có sự phân chia giai cấp trong xã hội, nhà nước bảo vệ quyền lợi của giai cấp thống trị.